# Torsten Lennerthson
Johan Torsten Lennerthson, född 1 september 1907 Söderbärke församling, Kopparbergs län, död 23 februari 2000 i Falun, var en svensk arkitekt.
Lennerthson, som var son till grosshandlaren Carl Lennerthson och Maria Jansson, avlade studentexamen 1925 och utexaminerades som arkitekt från Kungliga Tekniska högskolan 1930. Han företog studieresor till Italien 1930 och till Paris 1931. Han var anställd hos arkitekterna Gustaf och Peder Clason samt Wolter Gahn i Stockholm 1930–1938 och hos A. Johnson & Co i Stockholm 1941–1942. Han var bosatt i Stockholm till hösten 1943 och bedrev därefter egen verksamhet i Falun. Han utförde ritningar till villafastigheter i landsorten.